# Mortes em fevereiro de 2016
Mortes em 2016: ← Janeiro – Fevereiro – Março – Abril – Maio – Junho – Julho – Agosto – Setembro – Outubro – Novembro – Dezembro →
Esta é uma relação de pessoas notáveis que morreram durante o mês de fevereiro de 2016, listando nome, nacionalidade, ocupação e ano de nascimento.

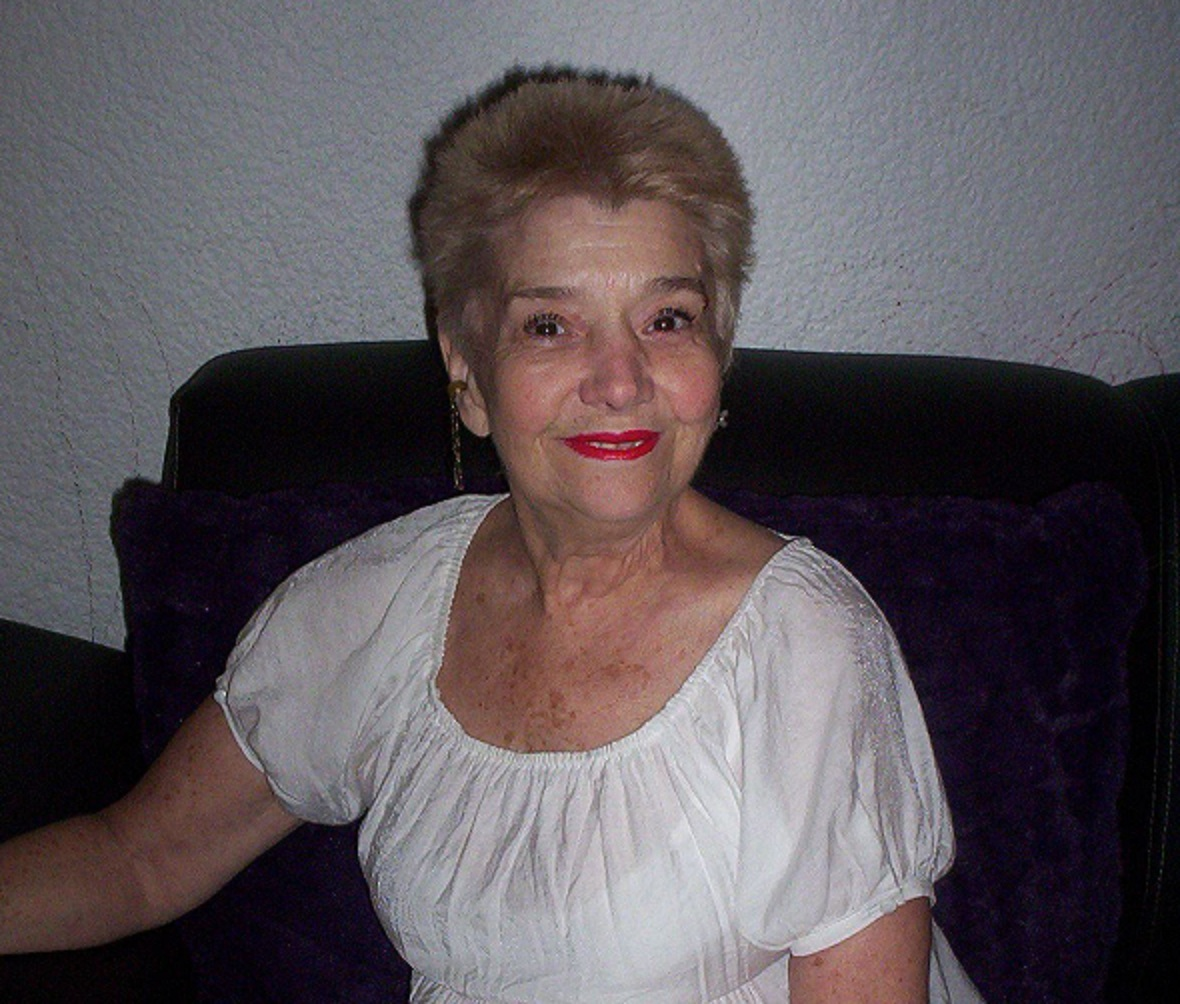
María Luisa Alcala, atriz e comediante mexicana.

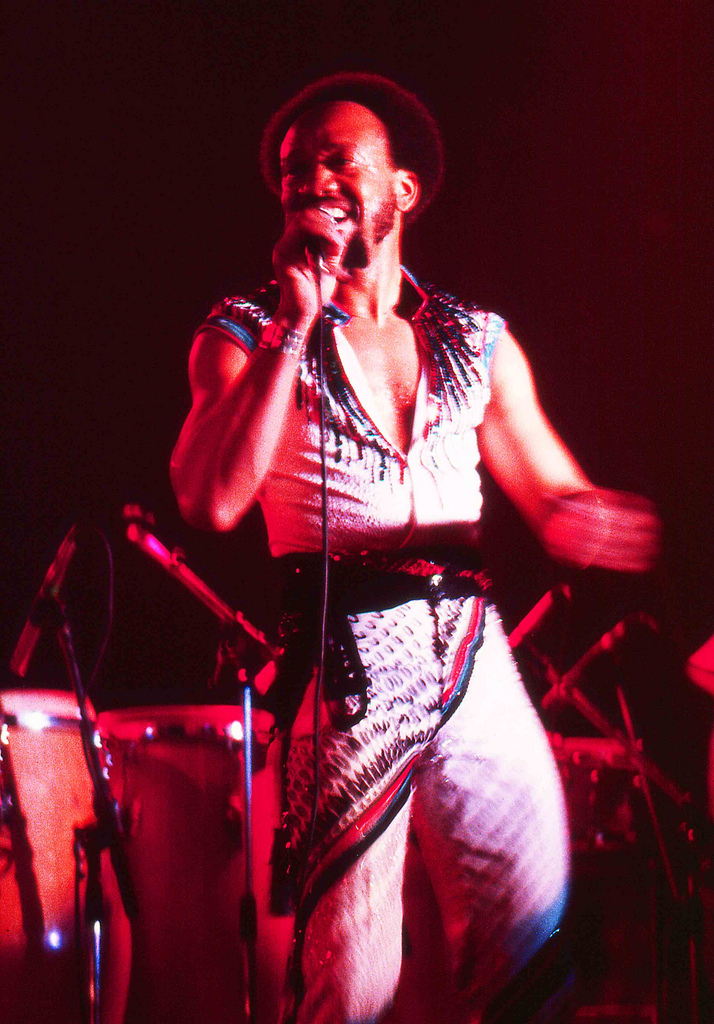
Maurice White, cantor e letrista estadunidense.

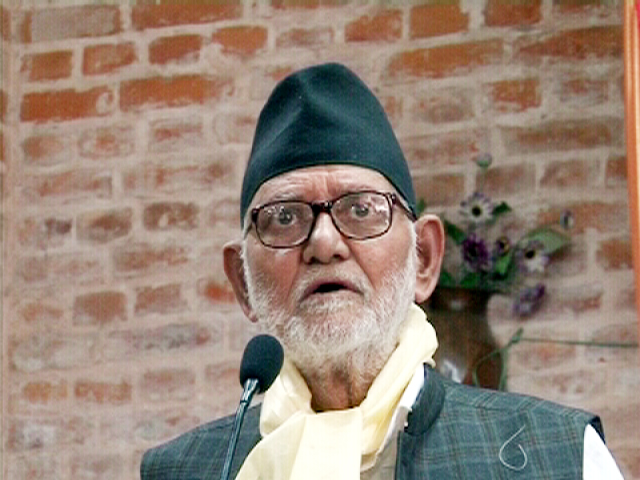
Sushil Koirala, Ex-Primeiro-ministro do Nepal.

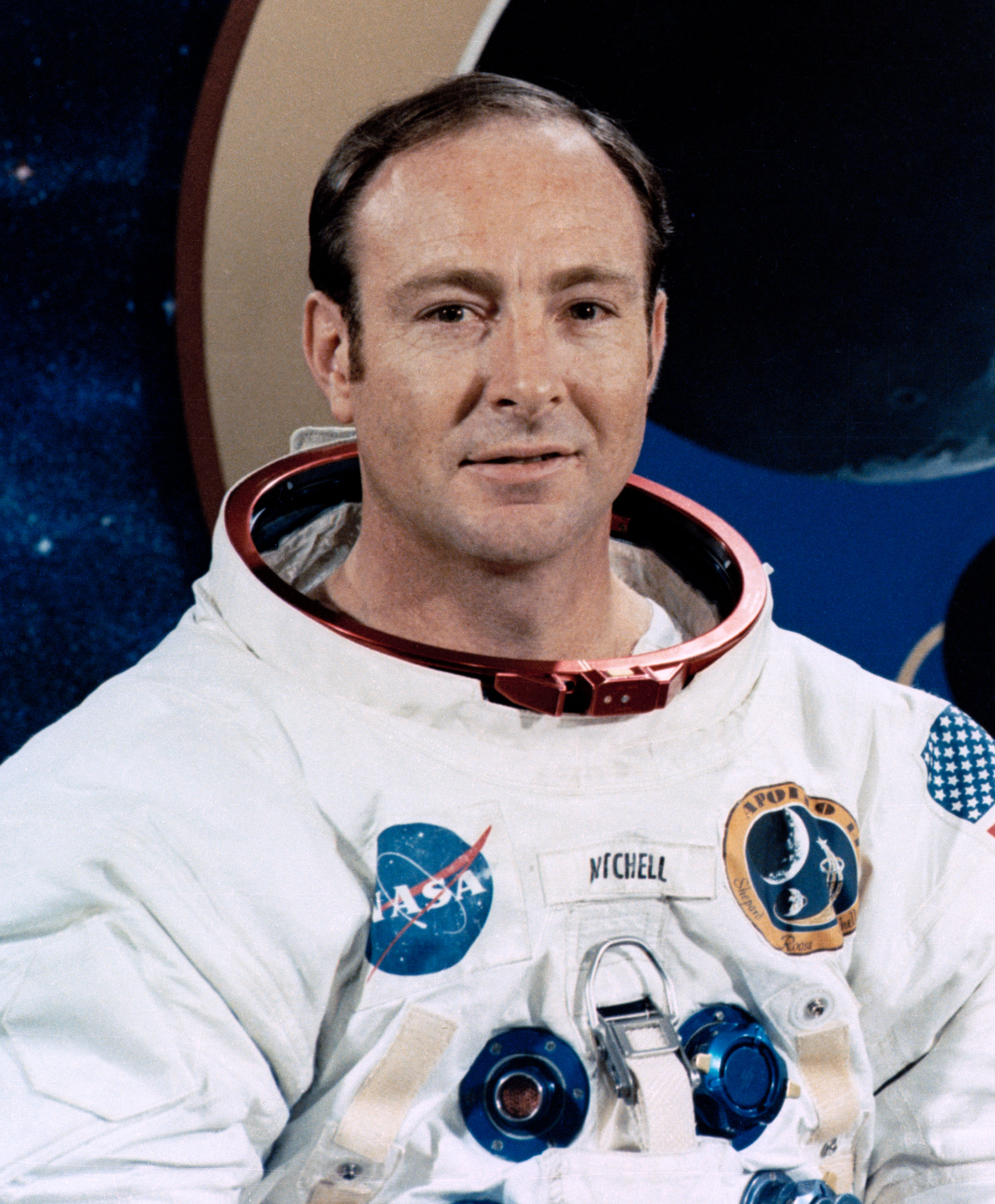
Edgar Mitchell, astronauta estadunidense.

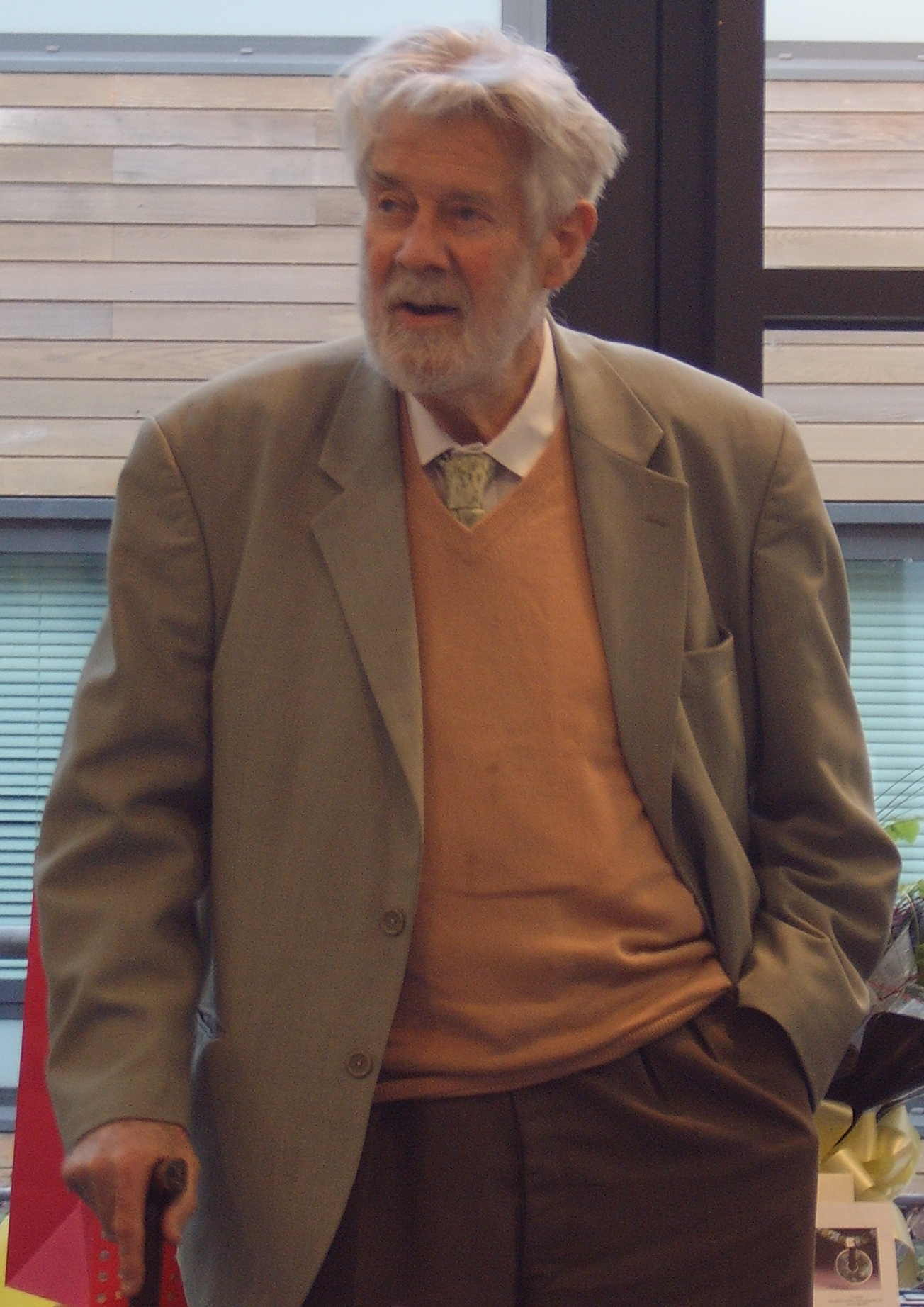
Christopher Zeeman, matemático britânico.

Boutros Boutros-Ghali, político egípcio, ex-secretário geral da ONU.

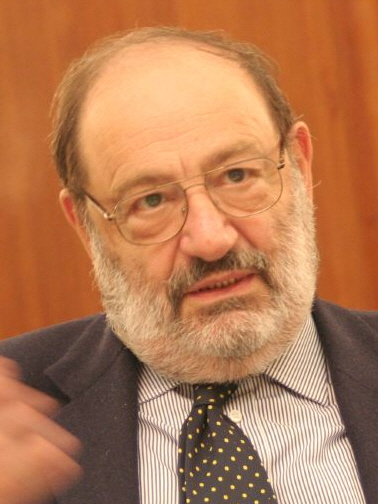
Umberto Eco, escritor italiano.

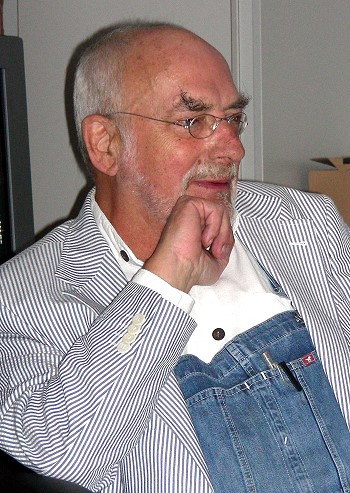
Peter Lustig, apresentador de televisão alemão.

| Dia | Nome                                                     | Profissão ou motivo de reconhecimento | Nacionalidade                  | Ano de nasc. | Ref           |
| --- | -------------------------------------------------------- | ------------------------------------- | ------------------------------ | ------------ | ------------- |
| 1   | Óscar Humberto Mejía Victores                            | Ex-presidente                         | Guatemala                      | 1930         | [ 1 ]         |
| 1   | Miguel Gutiérrez                                         | Futebolista                           | México                         | 1931         | [ 2 ]         |
| 2   | Luiz Felipe Lampreia                                     | Sociólogo e diplomata                 | Brasil                         | 1941         | [ 3 ]         |
| 2   | Amilar Pinto de Lima                                     | Político                              | Brasil                         | 1931         | [ 4 ]         |
| 2   | Rebecca Masika Katsuva                                   | Ativista                              | República Democrática do Congo | 1966         | [ 5 ]         |
| 3   | Joe Alaskey                                              | Ator e comediante                     | Estados Unidos                 | 1952         | [ 6 ] [ 7 ]   |
| 3   | Maurice White                                            | Músico                                | Estados Unidos                 | 1941         | [ 8 ] [ 9 ]   |
| 4   | Dave Mirra                                               | Atleta de BMX                         | Estados Unidos                 | 1974         | [ 10 ] [ 11 ] |
| 4   | Edgar Mitchell                                           | Astronauta                            | Estados Unidos                 | 1930         | [ 12 ]        |
| 4   | Galina Leontyeva                                         | Ex-jogadora de voleibol               | Rússia                         | 1941         | [ 13 ]        |
| 6   | Eddy Wally                                               | Cantor                                | Bélgica                        | 1932         | [ 14 ]        |
| 6   | Jose Dion Melo Teles                                     | Presidente do CNPq                    | Brasil                         | 1939         | [ 15 ]        |
| 7   | Roger Willemsen                                          | Apresentador de televisão             | Alemanha                       | 1955         | [ 16 ]        |
| 9   | Sushil Koirala                                           | Ex-primeiro-ministro                  | Nepal                          | 1939         | [ 17 ] [ 18 ] |
| 9   | Sibghatullah Mojaddedi                                   | Ex-presidente                         | Afeganistão                    | 1926         | [ 19 ]        |
| 9   | Walter Piazza                                            | Historiador                           | Brasil                         | 1925         | [ 20 ]        |
| 9   | J. B. Danquah-Adu                                        | Político                              | Gana                           | 1965         | [ 21 ]        |
| 10  | Anatoliy Ilyin                                           | Futebolista                           | Rússia                         | 1931         | [ 22 ] [ 23 ] |
| 10  | Eliseo Prado                                             | Futebolista                           | Argentina                      | 1929         | [ 24 ]        |
| 11  | Jung Byung-tak                                           | Futebolista e treinador               | Coreia do Sul                  | 1942         | [ 25 ]        |
| 11  | Kevin Randleman                                          | Lutador                               | Estados Unidos                 | 1971         | [ 26 ]        |
| 11  | Peter Wood                                               | Cineasta                              | Reino Unido                    | 1927         | [ 27 ]        |
| 11  | John Baptist Kakubi                                      | Bispo                                 | Uganda                         | 1929         | [ 28 ]        |
| 12  | Adroaldo Loureiro                                        | Político                              | Brasil                         | 1948         | [ 29 ]        |
| 12  | Hugo Tassara                                             | Ex-treinador de futebol               | Chile                          | 1924         | [ 30 ]        |
| 13  | Robin Ghosh                                              | Músico e compositor                   | Bangladesh                     | 1939         | [ 31 ]        |
| 13  | Trifon Ivanov                                            | Futebolista                           | Bulgária                       | 1965         | [ 32 ] [ 33 ] |
| 13  | Antonin Scalia                                           | Associado de Justiça da Suprema Corte | Estados Unidos                 | 1936         | [ 34 ]        |
| 13  | Slobodan Santrač                                         | Futebolista e treinador               | Sérvia                         | 1946         | [ 35 ]        |
| 13  | Manoel Eudócio                                           | Ceramista                             | Brasil                         | 1931         | [ 36 ]        |
| 13  | Christopher Zeeman                                       | Matemático                            | Japão/ Reino Unido             | 1925         | [ 37 ]        |
| 15  | George Gaynes                                            | Ator                                  | Finlândia/ Estados Unidos      | 1917         | [ 38 ]        |
| 15  | Myriam Fraga                                             | Escritora                             | Brasil                         | 1937         | [ 39 ]        |
| 15  | Paulo Barreto de Menezes                                 | Engenheiro civil e político           | Brasil                         | 1925         | [ 40 ]        |
| 15  | Abdul Rahman Al-Hanaqtah                                 | Político                              | Jordânia                       | 1963         | [ 41 ]        |
| 15  | Fighton Simukonda                                        | Ex-futebolista e treinador            | Zâmbia                         | 1958         | [ 42 ]        |
| 16  | Boutros Boutros-Ghali                                    | Ex- secretário geral da ONU           | Egito                          | 1922         | [ 43 ]        |
| 16  | Arman Manaryan                                           | Cineasta                              | Irão/ Armênia                  | 1929         | [ 44 ]        |
| 16  | Gregorio Garavito Jiménez                                | Prelado                               | Colômbia                       | 1919         | [ 45 ]        |
| 16  | Srđan Dizdarević                                         | Jornalista e diplomata                | Bósnia e Herzegovina           | 1952         | [ 46 ]        |
| 17  | Andrzej Żuławski                                         | Cineasta                              | Polónia                        | 1940         | [ 47 ]        |
| 17  | Andy Ganteaume                                           | Jogador de críquete                   | Trinidad e Tobago              | 1921         | [ 48 ]        |
| 17  | Alexander Gutman                                         | Cineasta                              | Rússia                         | 1945         | [ 49 ]        |
| 17  | Eduardo Chirinos                                         | Poeta                                 | Peru                           | 1960         | [ 50 ]        |
| 18  | Arumugam Vijiaratnam                                     | Atleta                                | Singapura                      | 1921         | [ 51 ]        |
| 18  | Diogo Seixas Lopes                                       | Arquiteto                             | Portugal                       | 1972         | [ 52 ]        |
| 18  | Paul Gordon                                              | Músico                                | Estados Unidos                 | 1963         | [ 53 ]        |
| 19  | Harper Lee                                               | Escritora                             | Estados Unidos                 | 1926         | [ 54 ]        |
| 19  | Umberto Eco                                              | Escritor                              | Itália                         | 1932         | [ 55 ]        |
| 20  | Fernando Cardenal                                        | Jesuíta e político                    | Nicarágua                      | 1934         | [ 56 ]        |
| 20  | Muhamed Mujić                                            | Futebolista e treinador               | Bósnia e Herzegovina           | 1932         | [ 57 ]        |
| 20  | Steven Pirika Kama                                       | Primeiro-ministro                     | Papua-Nova Guiné               | 1962         | [ 58 ]        |
| 21  | María Luisa Alcalá                                       | Atriz e comediante                    | México                         | 1943         | [ 59 ]        |
| 21  | Abu Waheeb                                               | Líder                                 | Iraque                         | 1986         | [ 60 ]        |
| 22  | Wesley Allison Clark                                     | Cientista da computação               | Estados Unidos                 | 1927         | [ 61 ]        |
| 23  | Ramón Castro Ruz                                         | Revolucionário                        | Cuba                           | 1924         | [ 62 ]        |
| 23  | Peter Lustig                                             | Apresentador de televisão             | Alemanha                       | 1937         | [ 63 ]        |
| 23  | Havo Molisale                                            | Primeiro-ministro                     | Vanuatu                        | 1962         | [ 64 ]        |
| 23  | Donald Williams                                          | Astronauta                            | Estados Unidos                 | 1942         | [ 65 ]        |
| 24  | Carlos Cámara                                            | Ator                                  | República Dominicana/ México   | 1934         | [ 66 ]        |
| 24  | Ernesto Oliveira                                         | Futebolista e basquetebolista         | Portugal                       | 1921         | [ 67 ]        |
| 24  | Jaime Ornelas Camacho                                    | Engenheiro civil e político           | Portugal                       | 1921         | [ 68 ]        |
| 24  | Joaquim Rosa                                             | Ator                                  | Portugal                       | 1926         | [ 69 ]        |
| 24  | Peter Kenilorea                                          | Primeiro-ministro                     | Ilhas Salomão                  | 1943         | [ 70 ]        |
| 25  | Léo Briglia                                              | Futebolista                           | Brasil                         | 1928         | [ 71 ]        |
| 25  | Tony Burton                                              | Ator                                  | Estados Unidos                 | 1937         | [ 72 ]        |
| 26  | Eri Klas                                                 | Maestro                               | Estónia                        | 1939         | [ 73 ]        |
| 26  | Andy Bathgate                                            | Jogador de hóquei no gelo             | Canadá                         | 1932         | [ 74 ]        |
| 26  | Chico Rey                                                | Cantor                                | Brasil                         | 1952         | [ 75 ]        |
| 27  | Rian Sukmawan                                            | Jogador de badminton                  | Indonésia                      | 1985         | [ 76 ]        |
| 27  | Lúcio Lara                                               | Político                              | Angola                         | 1929         | [ 77 ]        |
| 27  | Michael Bowes-Lyon, 18.º Conde de Strathmore e Kinghorne | Conde                                 | Reino Unido                    | 1957         | [ 78 ]        |
| 28  | Raúl Sánchez                                             | Futebolista                           | Chile                          | 1933         | [ 79 ]        |
| 28  | George Kennedy                                           | Ator                                  | Estados Unidos                 | 1925         | [ 80 ]        |
| 29  | Johannes Löhr                                            | Futebolista e treinador               | Alemanha                       | 1942         | [ 81 ]        |
| 29  | José Parra Martínez                                      | Futebolista                           | Espanha                        | 1925         | [ 82 ]        |
| 29  | Gil Hill                                                 | Ex-detetive e ator                    | Estados Unidos                 | 1931         | [ 83 ]        |
| 29  | Ana Vieira                                               | Artista plástica                      | Portugal                       | 1940         | [ 84 ]        |
| 29  | Stuart Beck                                              | Diplomata                             | Estados Unidos/ Palau          | 1946         | [ 85 ]        |
| 29  | Gabriel Raimundo                                         | Jornalista e escritor                 | Portugal                       | 1945         | [ 86 ]        |
| 29  | Múcio Wanderley Sátyro                                   | Político                              | Brasil                         | 1941         | [ 87 ]        |